# Wolica (powiat bełchatowski)
Wolica – wieś w Polsce położona w województwie łódzkim, w powiecie bełchatowskim, w gminie Kleszczów. W 2011 roku liczba mieszkańców we wsi Wolica wynosiła 413.
W latach 1975–1998 miejscowość należała administracyjnie do województwa piotrkowskiego.